# Безголосово
Безголосово — село в Алейском районе Алтайского края России. Административный центр и единственный населённый пункт Безголосовского сельсовета.

## География
Село находится на реке Алей.
Уличная сеть: в селе 11 улиц и два переулка.

## История
Деревня Безголосово — одно из старейших поселений Алтайского края, основана в 1710 году на тракте, соединявшем города Барнаул и Змеиногорск. Через деревню проходил и почтово-земский тракт. 
Через реку Алей людей и грузы перевозил паром. В 1752 году в поселении насчитывались 14 дворов, в 1897 году — 174 двора, в них проживали 1098 жителей. Большинство новосёлов были переселенцами из Курской губернии. Деревня входила в состав церковного прихода, центр которого находился в селе Большепанюшево, отстоявшего от Безголосово на 5 километров. Туда жители деревни ходили в церковь. Школа в деревне открылась в 1891 году, учеников было 40 человек, из них 6 девочек. Грамоте могли обучаться не все, поскольку за учёбу нужно было платить 15 рублей, только 9 % мужчин владели письмом и чтением. Мужчинам полагался надел земли — 66 десятин. Село было зажиточным: одна конная и 7 ветряных мельниц, две лавки, кабак. В 1902 году купец Зиновьев построил маслодельный завод. Согласно «Памятной книжке Томской губернии» за 1885 год деревня Безголосова относилась к Барнаульской волости Бийского округа.
В «Списке населённых мест Томской губернии» за 1893 год отражено, что в деревне Безголосово 111 дворов, в них проживали 258 мужчин и 262 женщины. В деревне находились почтовая станция, питейное заведение, мануфактурная лавка и хлебозапасный магазин.
В 1901 году была построена церковь во имя Святой Троицы, при ней — школа грамоты, деревня приобрела статус села, входила в состав Панюшевской волости Барнаульского уезда, дворов было 395, проживали 1268 крестьян, крестьянок — 1209. В селе имеется было сельское управление, общественный хлебозапасный магазин, этапное здание, почтовая станция, 2 маслодельных завода, 5 торговых лавок.
В 1928 году состояло из 398 хозяйств, основное население — русские. Центр Безголосовского сельсовета Алейского района Барнаульского округа Сибирского края.

## Население
| 1926 | 1997 | 1998 | 1999 | 2000 | 2001 | 2002 | 2003 | 2004 |
| ---- | ---- | ---- | ---- | ---- | ---- | ---- | ---- | ---- |
| 2189 | ↘911 | ↘903 | ↘837 | ↘831 | ↘810 | ↘768 | ↘745 | ↘713 |
| 2005 | 2006 | 2007 | 2008 | 2009 | 2010 | 2011 | 2012 | 2013 |
| ↗718 | ↗737 | ↗754 | ↘753 | ↗757 | ↘628 | ↘624 | ↘616 | ↘598 |
| 2014 | 2015 | 2016 | 2017 | 2018 | 2019 | 2020 | 2021 |      |
| ↗606 | ↘600 | ↘592 | ↗595 | ↘587 | →587 | ↘550 | ↘543 |      |

Согласно результатам переписи 2002 года, в селе русские жители составляли 86 % от числа жителей.

## Инфраструктура
- ООО «Яровское»
- КФК
- СПК «Яровской»
- МКДОУ «Безголосовский детский сад»
- МКОУ «Безголосовская СОШ»
- МУК «Безголосовская сельская библиотека»[23].